# Горостиса, Мануэль Эдуардо де
Мануэ́ль Мари́я дель Пила́р Эдуа́рдо де Горости́са-и-Сепе́да (исп. Manuel María del Pilar Eduardo de Gorostiza y Cepeda; 1789—1851) — мексиканский дипломат, журналист, публицист и испанский писатель-драматург.

## Биография
Мануэль Эдуардо де Горостиса родился 13 октября 1789 года в Вице-королевстве Новая Испания. Его отец (Pedro Fernández de Gorostiza) был губернатором мексиканского штата Веракрус.
Как участник революции 1820 года, он вынужден был искать убежища в Европе. Стал первым послом Мексики в Нидерландах, Дании и Бельгии; впоследствии был мексиканским послом при Лондонском и Парижском дворах.
По возвращении на родину был назначен директором национального театра.
Среди написанных им комедий наиболее известны: «Indulgencia para todos», «Las costumbres de antano», «Don Dieguito», «Contigo pan y cebolla». Также были изданы сборники его драматических произведений: «Teatro escogido» (Брюссель, 1825) и «Teatro moderno español» (Мадрид, 1836—38).
Мануэль Эдуардо де Горостиса скончался 23 октября 1851 года в городе Мехико.